# Tit Al·ledi Sever
Tit Al·ledi Sever (en llatí Titus Al·ledius Severus) era un cavaller romà que es va casar amb la seva pròpia neboda per complaure a Agripina Menor, perquè ella s'anava a casar amb Claudi que també era el seu oncle.
Tàcit en parla als seus Annals, i tanmateix Suetoni.